# Cuciurul Mare, Storojineț
Cuciurul Mare (în ucraineană Великий Кучурів, transliterat: Velîkîi Kuciuriv și în germană Kuczurmare) este un sat reședință de comună în raionul Storojineț din regiunea Cernăuți (Ucraina). Are 6,053 locuitori, preponderent ucraineni, fiind cel mai mare sat din Bucovina după numărul populației.
Satul este situat la o altitudine de 232 metri, se află pe malul râului Derelui, în partea de est a raionului Storojineț, la o distanță de 7 km de Cernăuți.

## Istorie
Localitatea Cuciurul Mare a făcut parte încă de la înființare din regiunea istorică Bucovina a Principatului Moldovei. Prima atestare documentară datează din anul 1422.
În ianuarie 1775, ca urmare a atitudinii de neutralitate pe care a avut-o în timpul conflictului militar dintre Turcia și Rusia (1768-1774), Imperiul Habsburgic (Austria de astăzi) a primit o parte din teritoriul Moldovei, teritoriu cunoscut sub denumirea de Bucovina. După anexarea Bucovinei de către Imperiul Habsburgic în anul 1775, localitatea Cuciurul Mare a făcut parte din Ducatul Bucovinei, guvernat de către austrieci, făcând parte din districtul Cernăuți (în germană Czernowitz). 
După Unirea Bucovinei cu România la 28 noiembrie 1918, satul Cuciurul Mare a făcut parte din componența României, în Plasa Cosminului a județului Cernăuți. Pe atunci (1930), populația era formată în proporție de 88,4% din români.
Ca urmare a Pactului Ribbentrop-Molotov (1939), Bucovina de Nord a fost anexată de către URSS la 28 iunie 1940. Bucovina de Nord a reintrat în componența României în perioada 1941-1944, fiind reocupată de către URSS în anul 1944 și integrată în componența RSS Ucrainene. 
Începând din anul 1991, satul Cuciurul Mare face parte din raionul Storojineț al regiunii Cernăuți din cadrul Ucrainei independente. Conform recensământului din 1989, numărul locuitorilor care s-au declarat români plus moldoveni era de 75 (36+39), adică 1,25% din populația localității . În prezent, satul are 6.053 locuitori, preponderent ucraineni.

## Demografie
Componența lingvistică a localității Cuciurul Mare
     Ucraineană (99,14%)
     Alte limbi (0,83%)
Conform recensământului din 2001, majoritatea populației localității Cuciurul Mare era vorbitoare de ucraineană (99,14%), existând în minoritate și vorbitori de alte limbi.
1930: 10.286 (recensământ)
1989: 5.986 (recensământ)
2007: 6.053 (estimare)

### Recensământul din 1930
Componența etnică a comunei Cuciurul Mare (județul Cernăuți)
     Români (88,41%)
     Germani (1,78%)
     Evrei (2,17%)
     Ruteni (5,17%)
     Polonezi (1,26%)
     Ruși (1,13%)
     Bulgari (0,08%)
Componența confesională a comunei Cuciurul Mare
     Ortodocși (93,65%)
     Romano-catolici (2,62%)
     Mozaici (2,17%)
     Greco-catolici (1,09%)
     Altă religie (0,47%)
Conform recensământului efectuat în 1930, populația comunei Cuciurul Mare se ridica la 10.286 locuitori. Majoritatea locuitorilor erau români (88,41%), cu o minoritate de germani (1,78%), una de evrei (2,17%), una de ruteni (5,17%), una de polonezi (1,26%), una de ruși (1,13%) șu una de bulgari (0,08%). Din punct de vedere confesional, majoritatea locuitorilor erau ortodocși (93,65%), dar existau și romano-catolici (2,62%), mozaici (2,17%) și greco-catolici (1,09%). Alte persoane au declarat: evanghelici\luterani (23 de persoane) și adventiști (23 de persoane).

## Personalități
- Mircea Streinul (1910-1945) - poet, gazetar și traducător român
- Radu Bercea (n. 1939) - pictor și grafician român
- Harafina Macovei (n. 1949) - poetă ucraineană

## Obiective turistice
- Biserica "Adormirea Maicii Domnului" - construită în 1805 [5]
- Oranjeria [6]
- Muzeul sătesc - înființat la 9 mai 1999 de Harafina Macovei într-o odaie a școlii [7]